# Timmendorfer Strand
Timmendorfer Strand (20,12 km²; 8500 ab. ca.) è una popolare località balneare tedesca sul Mar Baltico appartenente al land Schleswig-Holstein (Germania nord-occidentale).

Dal punto di vista amministrativo, è un comune del circondario dell'Holstein Orientale (targa: OH).

## Geografia fisica
Timmendorfer Strand si trova sulla baia di Lubecca (Lübecker Bucht), lungo la costa sud-orientale dello Schleswig-Holstein, qualche chilometro a nord-ovest di Travemünde (il sobborgo marittimo di Lubecca).
La costa, su cui si sviluppa l'abitato di Timmendorf Strand, ha alle spalle un dolce paesaggio collinare, il quale si sviluppa intorno al lago di Hemmelsdorfer See.

## Monumenti e luoghi d'interesse
Località molto amata dai tedeschi, ricca di ristoranti, alberghi e anche boutique che si aprono sulla passeggiata.
Tra i punti d'interesse, vi sono, tra l'altro:
- la spiaggia, lunga 6,5 km, con i caratteristici Strandkorben
- le terme
- il Sea Life Center (centro di vita marina)
- il Vogelpark Niendorf (esposizione di volatili)